# Gerontokracija
Gerontokracija je oblika oligarhične vladavine, kjer so voditelji bistveno starejši od večine odrasle populacije. Pogosto gre za politično strukturo, kjer se politična moč veča s starostjo, tako da imajo najstarejši največ vpliva. Gerontokracija je med najstarejšimi oblikami vladavine, kjer starejši ljudje zaradi izkušenj veljajo za sposobnejše reševati težave, s tem pa pridobijo tudi avtoriteto.
Glavna prednost gerontokracije je poleg izkušenosti njena stabilnost, kar je primerno za institucije, katerih načela in delovanje se ne spreminjajo s časom. Nasprotno pa v ustanovah, ki se soočajo s hitrimi spremembami, takšna oblika oblasti velja za neučinkovito, saj je manj prilagodljiva.
Gerontokracija je posebej pogosta v komunističnih državah, kjer je trajanje služenja partiji ena od najpomembnejših kvalifikacij za opravljanje vodilnih funkcij. Leta 1980 je bila povprečna starost funkcionarjev Politbiroja Sovjetske zveze 70 let, med vidnejšimi primeri pa je tudi Fidel Castro, ki je položaj predsednika in najvplinejšega politika Kube zapustil pri 72 letih zaradi zdravstvenih težav, še vedno pa ima vpliv na notranjo politiko države, saj ga je nasledil brat Raul Castro. Tudi v zahodnih demokracijah je gerontokracija pogosta oblika vladavine.
V zadnjem času se lahko izraz uporablja slabšalno kot sopomenka za konzervatizem oz. obliko vladavine, nezmožno prilagajanja spremembam.